# Whalerthal
Das Whalerthal (sinngemäß Walfängertal), auch bekannt als Whale Valley (englisch für Waltal), ist ein kleines Tal auf Südgeorgien im Südatlantik. Es führt in nordwestlicher Richtung zum Moltke-Hafen.
Teilnehmer der deutschen Südpolarexpedition zwischen 1882 und 1883 unter der Leitung von Carl Schrader nahmen die Benennung vor.